# 正親町公兼
正親町公兼（おおぎまち きんかね、享徳2年（1453年） - 大永5年（1525年）8月13日）は、室町時代中期の公卿。法名は祥空。初名は正親町公遠。

## 官歴
- 享徳3年（1454年）：従五位下
- 長禄3年（1459年）：侍従
- 長禄4年（1460年）：従五位上
- 寛正3年（1462年）：讃岐介
- 寛正4年（1463年）：正五位下
- 文正元年（1466年）：相模介
- 文正2年（1467年）：従四位下
- 応仁2年（1468年）：右近権中将
- 文明元年（1469年）：従四位上
- 文明3年（1471年）：正四位下、補蔵人頭
- 文明4年（1472年）：正四位上
- 文明7年（1475年）：因幡権守、参議
- 文明9年（1477年）：従三位
- 文明12年（1480年）：備中権守
- 文明13年（1481年）：権中納言
- 文明17年（1485年）：正三位
- 明応2年（1493年）：従二位
- 文亀2年（1502年）：正二位
- 永正3年（1506年）：権大納言
- 永正4年（1507年）：従一位、出家のため致仕

## 系譜
- 父：正親町持季
- 弟：小倉季種
- 子：正親町実胤